# ジェームズ・ジョンストン (第2代アナンデイル侯爵)

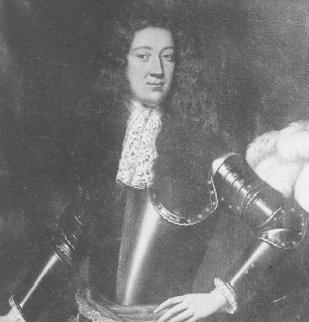
この肖像画の人物は第2代アナンデイル侯爵とも、その父である初代アナンデイル侯爵ともされる。

第2代アナンデイル侯爵ジェームズ・ジョンストン（英語: James Johnstone, 2nd Marquess of Annandale、1687年頃 – 1730年2月10日）は、スコットランド貴族。

## 生涯
初代アナンデイル侯爵ウィリアム・ジョンストンとソフィア・フェアホルム（Sophia Fairholm、1668年3月19日 – 1716年12月13日、ジョン・フェアホルムの娘）の長男として生まれた。
父が影響力を発揮したことで1708年6月にダンフリーズシャー選挙区とリンリスゴーシャー選挙区で庶民院議員に当選したが、同年12月にスコットランド貴族の長男に庶民院議員を務める権利がないとの裁定が下されて失職した。
その後、家計をめぐって父との関係が悪化したという（『英国下院史』では詳しい原因は不明とされるものの、ジェームズが海外旅行を望み400ポンドの年金を要求したことが一因であると指摘している）。そして、1712年には父から年金を切られて困窮したため、大蔵卿の初代オックスフォード＝モーティマー伯爵ロバート・ハーレーに接近（父がホイッグ党所属でハーレーがトーリー党所属だった）、1713年2月に代償として機密費500ポンドを受け取った。以降もハーレーからの資金援助を受け続け（ジェームズが「もう1人の父」と呼ぶに至るほどだった）、父との関係は悪化の一途をたどり、1716年に母が死去して1718年に父が再婚したことでほとんど修復不可能となった。ハーレーは1714年8月に罷免されて失脚したが、その後の数年間ジェームズがどうやって資金を工面したかはほとんど知られていないという。
1721年1月14日に父が死去すると、アナンデイル侯爵の爵位を継承した。その後、1726年10月1日に一旦爵位と領地を放棄して再叙爵され、姉ヘンリエッタがジョンストン家の財産を継承できるようにし、継母の子供を財産継承から外した。
1730年2月10日、生涯未婚のままナポリで死去、9月25日にウェストミンスター寺院に埋葬された。異母弟ジョージ・ヴァンデン＝ベンプドが爵位を継承した。一方、遺産は姉ヘンリエッタが継承した。